# 張儒績
張儒績，是中國清朝官員，於1868年上任台灣府經歷，隸屬於台灣道台灣府，為台灣清治時期的地方官員，官職品等則為正七品以下，該官職主要從事台灣府府內典簿奏章的收發與校注，也分掌章奏文書。
| 前任： 梁獄鍾 | 台灣府經歷 1868年上任 | 繼任： 黃延昭 |